# César Duvoisin
Pour les articles homonymes, voir Duvoisin.
César Duvoisin, né le 26 juin 1805 à Ainhoa (Labourd) et mort le 13 juillet 1869 à Bayonne (Labourd), est un prêtre et historien français.

## Biographie
Il est le frère de l'écrivain Jean-Pierre Duvoisin.
En 1823, il entre au Séminaire de Larressore, où il enseigne ensuite, avant d'être nommé chanoine de la Cathédrale Sainte-Marie de Bayonne.
Il est l'auteur d'une histoire du diocèse de Bayonne (Vie de M. Daguerre, fondateur du séminaire de Larresore, avec l'histoire du diocèse de Bayonne du début du siècle dernier jusqu'à la Révolution française) et d'un livre intitulé Cambo et ses alentours.

## Œuvres
- Lettres à Polydore sur Cambo et ses environs, par M. Y ***, Bayonne, Lamaignère, 1852 (BNF 30392464, lire en ligne)
- Cambo et ses alentours, Bayonne, Lamaignère, 1858 (BNF 30392463, lire en ligne)
- La vie de M. Daguerre, fondateur du séminaire Larresore, avec l'histoire du diocèse de Bayonne, du début du siècle dernier à la Révolution française, Bayonne, impr. de Vve Lamaignère, 1861 (BNF 30392465)